# Мурадова, Периханум Микаил кызы
Периханум Микаилкызы Мурадова (Пашаева) — поэтесса, писатель-публицист, член Союза журналистов Азербайджана. Исследователь жизни и творчества выдающегося азербайджанского педагога и литературоведа Фиридуна бека Кочарли.

## Жизнь и творчество
Периханум Микаил кызы Мурадова (Периханум Микаилкызы) родилась 14 сентября 1953 года в городе Баку. Окончила факультет культпросвета Института искусств им. М. А. Алиева (ныне Азербайджанский государственный университет культуры и искусства).
Трудовую деятельность начала в Отделе социального обеспечения Бинагадинского района г. Баку. С 1999 года — старший библиограф, затем заведующая отделом Государственного архива политических партий и общественных движений Национального архивного управления Азербайджана. Затем ведущий консультант, заведующая отделом, директор научной библиотеки Архива политических документов Управления делами Президента Азербайджанской Республики. Старший советник государственной службы. Выдвигала свою кандидатуру на первых муниципальных выборах в Азербайджане.
В 2006—2017 годах была председателем первичной партийной организации Партии новый Азербайджан (YAP) архива. В настоящее время член правления женсовета Бинагадинской районной организации Партии новый Азербайджан (YAP). Является главным редактором газет «Голос Востока» («Şərqin səsi») и «Наука и образование» («Elm və Təhsil») Бакинского центра образования
П.Микаилкызы автор 7 книг и более 100 научных и публицистических статей, рассказов, опубликованных в периодической печати. Транслитерировала с кириллицы на латиницу и издала книги Фиридуна бека Кочарли «Произведения» («Əsərləri») и «Подарок детям» («Balalara hədiyyə»).
Исследовав жизнь и творчество выдающегося азербайджанского педагога и литературоведа Фиридуна бека Кочарли, написала научную монографию "«Ф.б. Кочарли: „от фанатизма к нации“» ("«F.b.Köçərli: „Ümmətdən — millətə doğru“»).
Статьи Периханум Микаилкызы публикуются в газетах, журналах, литературных сборниках и альманахах «Родина — Вятян» («Vətən»), «Бута» («Buta»), «Туран» («Turan»), «Железный кулак — Дямир юмруг» («Dəmir Yumruq»), «Вершина — Зирвя» («Zirvə»), «Зия» («Ziya»), «Мой Азербайджан — Джаным Азярбайджаным» («Canım Azərbaycanım»), «Карабах — Азербайджан, Гарабах Азярбайджандыр» («Qarabağ Azərbaycandır»), «Я голос Ширвана — Мян Ширванын сясиям» («Mən Şirvanın səsiyəm»), «Баку — Тебриз, Бакы — Тябриз» («Bakı-Təbriz»), «Победа — Зяфяр» («Zəfər»), «Н.Гянджевинская вершина нашей поэзии — Поэзиямызын Н.Гянчяви зирвязи» («Poeziyamızın N.Gəncəvi zirvəsi»), «Поэтический букет — Поэзия чялянги» («Poeziya çələngi») и др. В различных печатных органах страны печатаются её статьи и стихи, посвящённые Карабахской войне.
К свыше 20 стихам Периханум Микаилкызы композиторы Эльчин Атаев, Руслан Зейналов, Фуад Мусаев написали музыку, песни на её стихи исполняют певцы Лала Мамедова, Джахангир Гурбанов, Фуад Мусаев, Оксана Асланова, Сона Зейналлы и др.
Имеет 3-х детей и 8 внуков.

## Книги
- «Keçmişə qayıtmaq istəyirəm mən». Bakı, 2013. 307s.
- «Qəlbimin səsi». Bakı, 2017. 309s.
- «F.b.Köçərlinin „Əsərləri“ — transliterasiya». Bakı, 2013. 494s.
- «F.b.Köçərlinin „Balalara hədiyyə“ transliterasiya». Bakı, 2017.103 s.
- «F.B.Köçərli: „Ümmətdən — millətə doğru“». Bakı, 2016. 488 s.
- «Şəhid mundiri». Bakı, 2021. 132s.
- «Klassik irsimizin zərif nümayəndələri» (ikicildlik). I hissə. Bakı, 2023. 215s.

## Награды
- Почётная премия «Абдулла Шаиг» (2010)
- Благодарность Онур Белгеси Турецкой Республики (2018)
- Почётная премия «Интеллигент ХХI века» (2019)
- Благодарность Чукуровинского литературного кружка Онур Белгеси Турецкой Республики (2019)
- Диплом лауреата медийной премии «Золотое перо» («Гызыл гялям») (2020)
- Медаль «Харыбюльбюль» Общественного объединения «Гафгаз Медиа» (2021)
- Почётный диплом благотворительного фонда имени профессора Мадада Чобанова
- Медали «Х. Б. Натаван» и «Зирвя»
- Премия «Пропагандист мира»
- Почётные грамоты и дипломы Бинагадинской районной организации Партии Ени Азербайджан (Новый Азербайджан)